# Baltasar Lopes da Silva

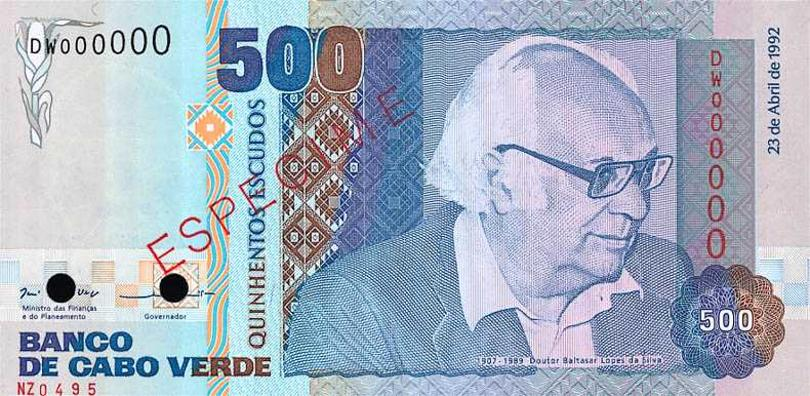
Baltasar Lopes da Silva auf einer kapverdischen 500-Escudo-Banknote zwischen 1992 und 2000

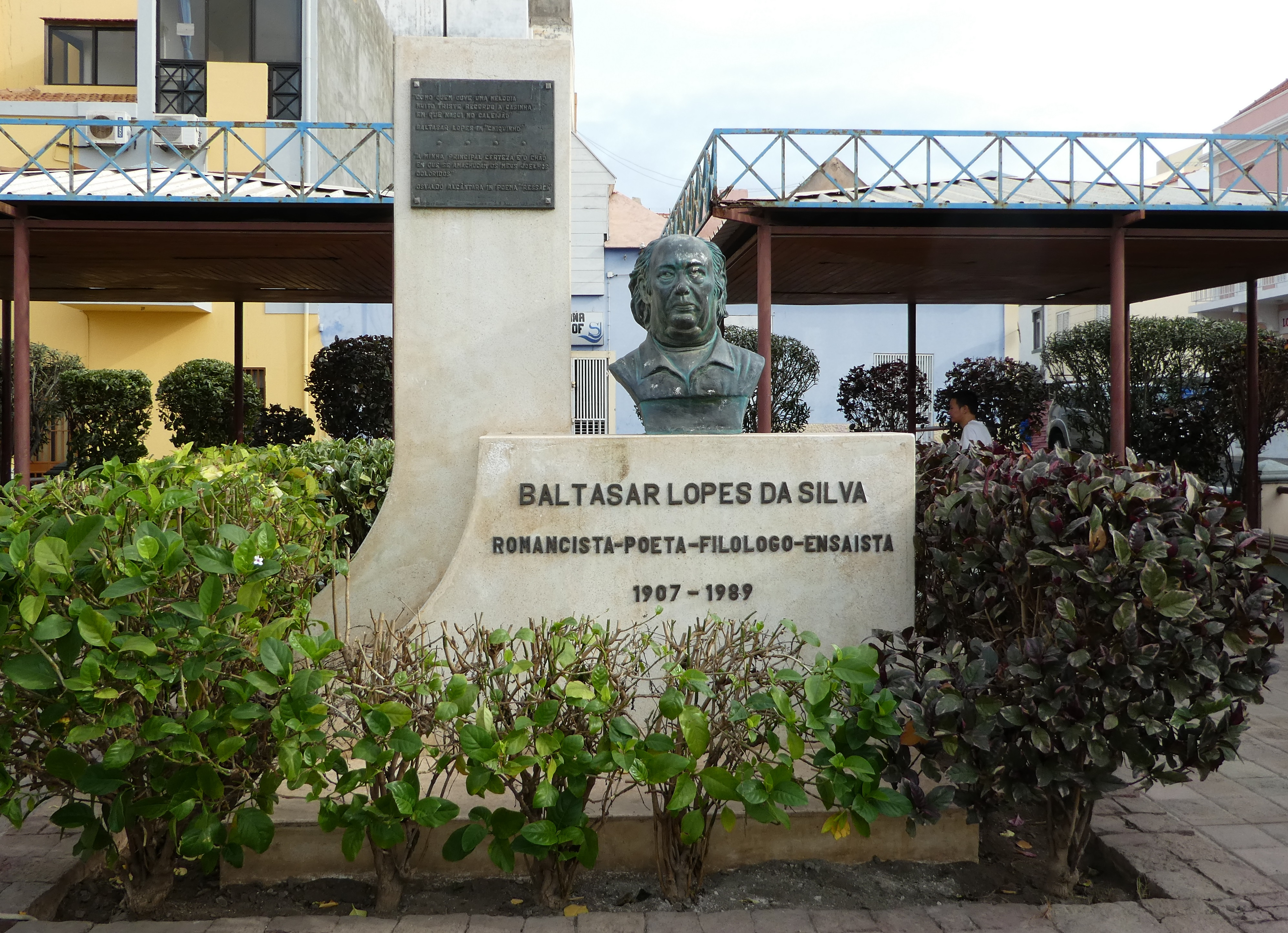
Denkmal für Baltasar Lopes da Silva in Mindelo

Baltasar Lopes da Silva (* 23. April 1907 in Caleijão, São Nicolau; † 28. Mai 1989 in Lissabon) war ein kapverdischer Dichter und Autor.

## Leben
Da Silva wurde 1907 in dem Dorf Caleijão auf der kapverdischen Insel São Nicolau geboren. Er besuchte das Seminar in Ribeira Brava auf seiner Heimatinsel. Später studierte er in Portugal an der Universität Lissabon, unter anderem bei den wichtigen Persönlichkeiten der portugiesischen Kultur Vitorino Nemésio und Luís da Câmara Reis. Er graduierte in Jura und romanischer Philologie.:278
1945 lehnte er einen Ruf als Professor für Literaturwissenschaft an die Universität Lissabon ab.
Nach seiner Rückkehr arbeitete er als Lehrer am damaligen Liceu Gil Eanes in Mindelo auf der Insel São Vicente. Einige Jahre war er bis 1972 Rektor der Schule. Er kehrte nach Portugal zurück und lehrte kurze Zeit in Leiria. Wegen der damaligen Schwierigkeiten der Beziehungen der Kapverden mit der portugiesischen Politik kehrte er nach Kap Verde zurück, wo er seine Lehrtätigkeit und juristische Arbeit fortsetzte.
Seine letzten Tage verbrachte er in Lissabon, wohin er zur Behandlung einer zerebrovaskulären Erkrankung verlegt worden war, und starb dort am 28. Mai 1989.
Zur Familie von Baltasar Lopes da Silva gehören António Aurélio Gonçalves und der Dichter José Lopes da Silva.

## Literarisches Werk
Da Silva schrieb sowohl auf Portugiesisch als auch in kapverdischem Kreol. Er gehörte in der ersten Hälfte des 20. Jahrhunderts neben Jorge Barbosa und Manuel Lopes zu den ersten kapverdischen Schriftstellern, die von den literarischen Bewegungen in Brasilien beeinflusst wurden.
Baltasar Lopes war 1936 zusammen mit Manuel Lopes und Jorge Barbosa Gründer der kapverdischen Literaturzeitschrift  Claridade (Klarheit). In ihr publizierten neben den Gründern auch Manuel Ferreira, António Aurélio Gonçalves, Francisco José Tenreiro und Daniel Filipe. Claridade veröffentlichte Essays, Gedichte und Kurzgeschichten. Sie handelten von den sozialen Problemen der sozial benachteiligten Gruppen wie Trockenheit, Hunger und Emigration.
1947 verfasste er seinen einzigen Roman Chiquinho, der als wegweisend und größter Roman der kapverdischen Literatur gilt.
Chiquinho beschreibt die Bräuche, Menschen, Landschaften und sozialen Probleme der Kapverden im frühen 20. Jahrhundert. Es ist ein Entwicklungsroman über die Menschen auf den Kapverden bis zu einem Schritt, den viele gingen: die Emigration. Der Roman besteht aus drei Teilen:
1. Infância (Kindheit). Der Protagonist Chiquinho lebt mit seiner Familie im Dorf Caleijão auf São Nicolau und lernt zu lesen.[9]
2. São Vicente; Chiquinho setzt seine Bildung an einer weiterführenden Bildungseinrichtung auf São Vicente fort. Hier lernt er seine erste Liebe Nuninha kennen. Chiquinho und seine Klassenkameraden gründen das Grémio eine Gesellschaft und eine Zeitschrift. Diese ist sehr ähnlich zu Claridade, in dem Sinne, dass sie die sozialen Gegebenheiten auf dem Archipel ändern will.[9]
3. As Águas (Die Wasser). Chiquinho kehrt auf seine Heimatinsel zurück und wird Lehrer. Dieser Teil behandelt die Dürre und den Wassermangel auf den Kapverden und die daraus resultierende Hungersnot. Am Ende des Romans wandert Chiquinho auf der Suche nach einem besseren Leben in die Vereinigten Staaten von Amerika aus.[9]

Da Silva veröffentlichte auch Werke unter dem Pseudonym Osvaldo Alcântara.

## Juristische Tätigkeit
Da Silva wurde in seinem Heimatland als „Anwalt des Volkes“ bekannt. Er verteidigte Menschen der unteren Gesellschaftsschichten, die für einen Anwalt kein Geld hatten, um der Gerechtigkeit zu Sieg zu verhelfen. In dem Kurzroman „A Caderneta“ (Das Notizbuch) beschreibt da Silva, wie er zum Verteidiger der Rechtlosen wurde.

## Werke
- Chiquinho (1947)[6]
- A Caderneta
- Cabo Verde visto por Gilberto Freyre (Cape Verde besucht von Gilberto Freyre); (1956)[10]
- O dialecto crioulo de Cabo Verde, eine linguistische Beschreibung des kapverdischen Kreolisch (1957).[7]
- Antologia da Ficção Cabo-Verdiana Contemporânea (Zeitgenössische Anthologie der kapverdischen Fiktion) (1961)[11]
- Cântico da Manhã Futura (1986), Gedichtband unter dem Pseudonym Osvaldo Alcântara[6]
- Os Trabalhos e os Dias (Kurzgeschichten, 1987)[6]

## Ehrungen und Rezeption

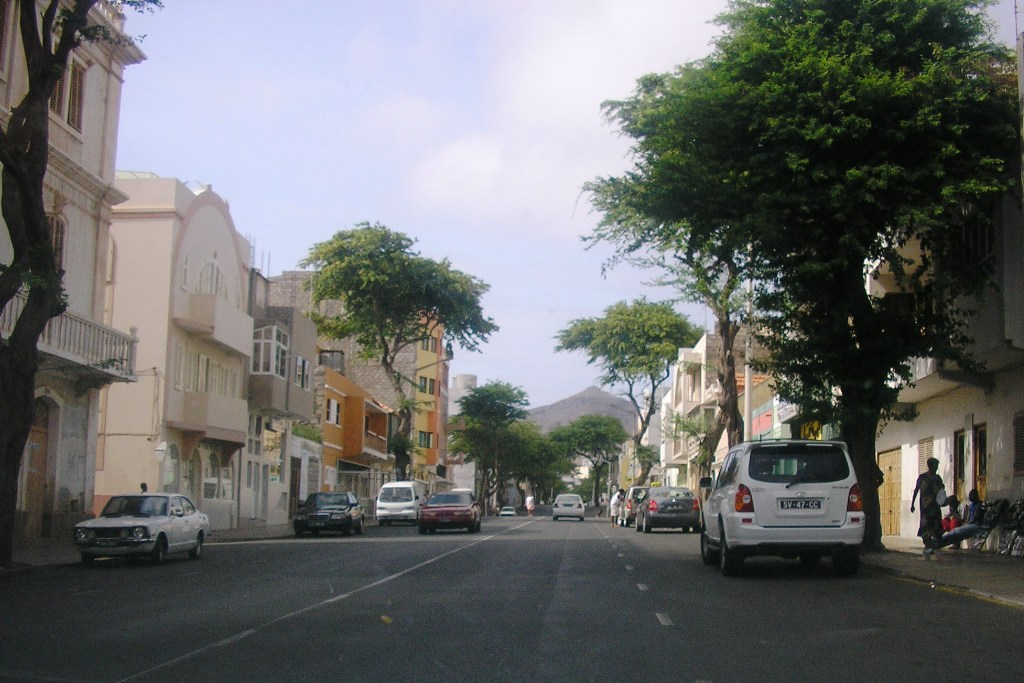
Avenida Baltar Lopes da Silva

Die Avenida Baltazar Lopez in Mindelo trägt seinen Namen.
Da Silva war auf einer 1992 bis 2000 herausgegebenen 500-Escudo-Banknote abgebildet. Die Rückseite bildet Ilhéu dos Pássaros und seine Schiffe.
Die Universität Lissabon verlieh ihm die Ehrendoktorwürde.
Seine Gedichte Ressaca wurden auf der CD Poesia de Cabo Verde e Sete Poemas de Sebastião da Gama von Afonso Dias veröffentlicht.